# Eosentomon crassum
Eosentomon crassum är en urinsektsart som beskrevs av Vidal Sarmiento och Judith Najt 1971. Eosentomon crassum ingår i släktet Eosentomon och familjen trakétrevfotingar. Inga underarter finns listade i Catalogue of Life.